# Rob Alflen
Rob Alflen (Utrecht, 7 mei 1968) is een Nederlands voormalig profvoetballer die onder meer als middenvelder speelde bij FC Utrecht, Ajax, Sparta Rotterdam en Heracles Almelo. Zijn vader was worstelkampioen Loek Alflen.

## Clubcarrière
Alflen begon als voetballer bij het Utrechtse Sporting '70. In 1985 maakte hij zijn debuut als prof bij FC Utrecht. Daar speelde hij tot en met 1991, waarna hij naar Ajax ging. Hij liep in november 1993 een ernstige rugblessure op waardoor hij lange tijd uit de roulatie was. In zijn periode bij Ajax won hij eenmaal het landskampioenschap, de KNVB beker, de Nederlandse Supercup en de UEFA Cup, echter had hij hier slechts een klein aandeel in. In de zomer van 1994 werd hij afgekeurd voor het spelen van betaald voetbal. Hij keerde voorzichtig terug, in het amateurvoetbal bij Hoofdklasser USV Holland waarmee hij de Zondag Hoofdklasse A en de algehele titel bij de zondagamateurs won. Eind 1995 wilde FC Utrecht hem terughalen maar zag af van de drie ton afkoopsom aan de verzekeringsmaatschappij. In februari 1996 ging Vitesse hier wel mee akkoord maar na een paar maanden werd hij opnieuw afgekeurd. Alflen speelde vervolgens nog voor Sparta Rotterdam, Heracles Almelo en Cambuur Leeuwarden. Hij behaalde echter nooit meer zijn oude niveau. In totaal speelde Alflen 279 duels in het professionele voetbal, waarin hij dertig maal doel trof.

## Trainerscarrière
Sinds 2004 is Alflen co-presentator van het tv-programma Namen & Rugnummers op RTV Utrecht. In het seizoen 2007-2008 was Alflen assistent-trainer bij Haarlem. Vanaf februari 2009 was hij trainer van Jong FC Utrecht. In oktober 2011 werd hij aangesteld als assistent van Jan Wouters die de opgestapte Erwin Koeman opvolgde als coach van FC Utrecht. Op 9 mei 2014 werd bekendgemaakt dat Alflen Wouters opvolgde als hoofdcoach van FC Utrecht. Hij tekende voor één jaar. Na één seizoen nam de club weer afscheid van Alflen. Erik ten Hag werd zijn opvolger. Op 11 januari 2016 werd bekend dat Alflen voor de rest van het seizoen 2015-2016 aan de slag zou gaan als assistent-trainer bij Heracles Almelo. Hij volgde Hendrie Krüzen op. In april 2018 tekende Alflen een tweejarig contract bij eerstedivisionist Helmond Sport. Op 8 mei 2019 werd zijn contract vanwege slechte resultaten bij Helmond Sport ontbonden.

## Erelijst
| Competitie                          |          |          |          |          |
| Competitie                          | Aantal   | Jaren    |          |          |
| AFC Ajax                            | AFC Ajax | AFC Ajax | AFC Ajax | AFC Ajax |
| ----------------------------------- | -------- | -------- | -------- | -------- |
| Continentaal                        |          |          |          |          |
| UEFA Cup                            | 1x       | 1991/92  |          |          |
| Nationaal                           |          |          |          |          |
| Eredivisie                          | 1x       | 1993/94  |          |          |
| KNVB beker                          | 1x       | 1992/93  |          |          |
| Nederlandse Supercup                | 1x       | 1993     |          |          |
| USV Holland                         |          |          |          |          |
| Algemeen zondagamateurkampioenschap | 1x       | 1994/95  |          |          |
| Zondag Hoofdklasse A                | 1x       | 1994/95  |          |          |

## Statistieken
| seizoen | club               | land      | competitie           | wed. | goals |
| ------- | ------------------ | --------- | -------------------- | ---- | ----- |
| 1985/86 | FC Utrecht         | Nederland | Eredivisie           | 7    | 0     |
| 1986/87 | FC Utrecht         | Nederland | Eredivisie           | 18   | 3     |
| 1987/88 | FC Utrecht         | Nederland | Eredivisie           | 28   | 2     |
| 1988/89 | FC Utrecht         | Nederland | Eredivisie           | 31   | 4     |
| 1989/90 | FC Utrecht         | Nederland | Eredivisie           | 25   | 0     |
| 1990/91 | FC Utrecht         | Nederland | Eredivisie           | 33   | 6     |
| 1991/92 | Ajax               | Nederland | Eredivisie           | 9    | 2     |
| 1992/93 | Ajax               | Nederland | Eredivisie           | 14   | 1     |
| 1993/94 | Ajax               | Nederland | Eredivisie           | 4    | 1     |
| 1994/95 | USV Holland        | Nederland | Zondag Hoofdklasse A |      |       |
| 1995/96 | USV Holland        | Nederland | Zondag Hoofdklasse A |      |       |
| 1995/96 | Vitesse            | Nederland | Eredivisie           | 7    | 0     |
| 1996/97 | Sparta Rotterdam   | Nederland | Eredivisie           | 25   | 1     |
| 1997/98 | SC Heracles '74    | Nederland | Gouden Gids Divisie  | 25   | 2     |
| 1998/99 | Heracles Almelo    | Nederland | Gouden Gids Divisie  | 27   | 8     |
| 1999/00 | Cambuur Leeuwarden | Nederland | Eredivisie           | 26   | 0     |
|         |                    |           | Totaal               | 279  | 30    |